# (594913) ꞌAylóꞌchaxnim
ꞌAylóꞌchaxnim（仮符号 (594913) 2020 AV2、内部名称 ZTF09k5）は、2020年1月4日に Zwicky Transient Facility によって発見された地球近傍天体 (Near Earth Object, NEO) である。金星の公転軌道内に完全に収まる公転軌道を持つことが発見された最初の小惑星である。アティラ群のサブグループとして提唱されている「Vatira群」に属する最初かつ2020年1月時点で唯一発見されている小惑星である。(594913) 2020 AV2は、既知の小惑星の中で最も小さい遠日点距離と2番目に小さい軌道長半径を持つ。直径は1 キロメートル (km) より大きいと予想される。 

## 発見
(594913) 2020 AV2は、2020年1月4日にパロマー天文台での Zwicky Transient Facility（ZTF）による観測で、天文学者のBryce Bolin、Frank Masci、Quanzhi Yeらによって発見された。この発見は、パロマー天文台にある口径1.22 メートルのサミュエル・オウシン望遠鏡の広視野ZTFカメラを使用して、地球の公転軌道より内側を周る小惑星（アティラ群）を検出するキャンペーンの一環として成し遂げられた。このような天体は太陽に近接しているため検出が困難である。金星の公転軌道より内側の小惑星の最大離角は47度を超えることはなく、すなわち、太陽が地球の地平線の下にある朝夕のみ観測可能である。
発見時、(594913) 2020 AV2はみずがめ座の領域に位置しており、視等級は18等級前後であった。(594913) 2020 AV2の発見は2020年1月4日に小惑星センター (MPC) に報告され、その後MPCの地球近傍天体確認ページ (NEOCP) にリストされた。その後、様々な天文台でフォローアップ観測が行われ、その軌道運動に基づいて小惑星の軌道が決定された。小惑星の発見は、2020年1月8日にMPCによって発行されたMinor Planet Electronic Circularで正式に発表された。 
(594913) 2020 AV2の発見に先立ち、2019 AQ3や2019 LF6などいくつかの小さな遠日点距離を持つ小惑星を発見した少し後の2019年12月、共同発見者Quanzhi Yeとその同僚らは、ZTFが金星の軌道内に最初のVatira群小惑星を検出するだろうと予測していた。小さな離角しかない小惑星を検出することの難しさを考慮しても、少なくとも1つのVatira群小惑星がZTFによって検出されるだろうと推測していた。

## 名称
発見時、ZTF09k5 という内部名称が付けられた。その後のフォローアップ観測で軌道が決定されたため、2020年1月8日にMPCから仮符号 2020 AV2が与えられた 。仮符号は、天体の発見年と日を意味している。その後の観測で軌道が十分に精査されたため、2021年9月20日に小惑星センターから「594913」という小惑星番号が与えられ、命名の対象となった。(594913) 2020 AV2は、非公式にVatira classと呼ばれている集団のプロトタイプであるため、この天体に命名される固有名がこの集団を代表する名称となる。
2021年11月8日に、国際天文学連合内の小天体の固有名に関するワーキンググループ (WGSBN) が公開した「WGSBN Bulletin」にて、 ꞌAylóꞌchaxnim と命名されたことが発表された。この名称は、発見場所となったパロマー山近辺に先祖代々住んでいたネイティブアメリカンの部族ルイセーニョ族のパウマ・バンドの言語で「金星の少女 (Venus Girl)」を意味する言葉に由来している。発音の日本語表記については、「アイローチャクニム」という表記が見られる。

## 軌道と分類
(594913) 2020 AV2 は、完全に金星の公転軌道の内側を周る公転軌道を持つ唯一の小惑星である。約0.654 auという遠日点距離は、既知の小惑星の中で最も小さい。金星の太陽からの平均距離は0.723 au、近日点距離は 0.718 au。(594913) 2020 AV2 はその軌道要素から、小惑星センターによって公式にアティラ群に分類されている。しかしながら、既知のアティラ群の小惑星と異なり、金星軌道の内側に完全に入り込んでいることから、金星の近日点距離よりも遠日点距離が小さい小惑星を分類する新たなサブグループ Vatira群（VenusとAtiraのかばん語）に属する初の天体であるとされている。(594913) 2020 AV2 はアティラ群に分類されることから地球接近小惑星 (NEA) および地球接近天体 (NEO) に分類されており、地球との最小交差距離はわずか0.3469 au (51.90×106 km)である。
公転周期は約151日（0.41年）で、軌道長半径は約0.5554 auである。(594913) 2020 AV2は、2019 LF6（軌道長半径0.5553 au）を除く既知の全小惑星中の最小の軌道長半径を持っている。(594913) 2020 AV2の公転軌道は、やや偏心しており、近日点では太陽からわずか0.46 auまで近づくため、水星の遠日点距離 (0.467 au) の内側まで入り込む。また、(594913) 2020 AV2の公転軌道は黄道面に対して約15.9度ほど緩やかに傾いている。水星と金星からの最小交差距離はそれぞれ約0.06557 au (9.809×106 km) および0.07892 au (11.806×106 km) となっている。 

### 軌道ダイナミクス
Vatira領域に移行するほとんどの地球接近小惑星は、金星と水星による頻繁な重力摂動のため、不安定で一時的な軌道である可能性がある。金星と水星による摂動の影響を受けず、比較的安定した長寿命の軌道を持つVatira群の小惑星はほとんどないとと予想されている。地球接近天体の軌道分布に関する2012年の研究に基づき、Vatira領域に入る小惑星の典型的な軌道寿命は数十万年と予想される。Vatira領域内では、小惑星の軌道は数百万年にわたって距離、方位、離心率を振動させる古在共鳴の影響を受ける。その結果、Vatira群小惑星は時間とともにアティラ群の小惑星になったり、その逆の現象も起きたりする。古在共鳴はしばしば、新しく入ってきたVatira群小惑星の軌道を混乱させる一方で、一部の摂動の影響を受けないVatira小惑星の軌道を結果として安定させる可能性もある。力学的に不安定なVatira群小惑星は、やがて金星と衝突するか、太陽の極めて近くをかすめる軌道を持つかに至る。 

## 物理的特徴
(594913) 2020 AV2 の絶対等級は16.17等前後とされているが、この値には大きな不確かさが残されている。アルベドがまだ測定されていないため、大きさも不確かであるが、直径は1 km以上あると予想されている。アルベドを0.25 から0.05と仮定すると、直径は1 kmから3 kmとなる。
2020年6月、王立天文学会月報に「(594913) 2020 AV2は、太陽系初期にあった原始惑星内部のマントルに由来する天体である可能性がある」とする研究結果が発表された。この研究では、カナリア諸島のラ・パルマ島にある北欧光学望遠鏡とウィリアム・ハーシェル望遠鏡を使った分光観測によって、カンラン石 (olivine) に富む組成を示す結果が得られたことから、S型小惑星と原始惑星内部で分化したマントルに由来するA型小惑星の中間的な分類であるSa型小惑星であると結論付けている。